# À cœur perdu (Angel)
Pour les articles homonymes, voir À cœur perdu.
À cœur perdu est le 1er épisode de la saison 3 de la série télévisée Angel.

## Synopsis
Angel revient à Los Angeles après avoir passé trois mois dans un monastère du Sri Lanka à la suite de la mort de Buffy (voir L'Apocalypse). Il essaie de convaincre Fred, qui vit enfermée dans sa chambre depuis son retour de Pylea, qu'elle doit reprendre le cours normal de sa vie. Cordelia a alors une douloureuse vision de vampires attaquant des jeunes gens dans une fête. L'équipe intervient et Angel tue une vampire, reconnaissant au dernier moment qu'il s'agit d'Elisabeth, une ancienne compagne de tuerie. Un flashback présente Angelus et Darla, à Marseille en 1767, avec James et Elisabeth, un couple de vampires très amoureux l'un de l'autre. Le chasseur de vampires Holtz, dont Angelus et Darla ont tué la famille, les traque mais les vampires lui échappent.  
James veut venger la mort d'Elisabeth et prend contact avec un docteur démoniaque qui pourrait le guérir de son état vampirique. Le docteur, après s'être assuré que James en comprenait les conséquences, accepte. James attaque ensuite Angel et Cordelia à l'hôtel Hyperion pendant que Wesley et Gunn mènent l'enquête sur lui. Angel plante un pieu dans le cœur de James mais celui-ci se l'est fait enlever par le docteur et est désormais invincible. Angel et Cordelia s'enfuient par les égouts. Wesley appelle Cordelia pour l'informer que cet état d'invincibilité ne durera pas très longtemps. James les retrouve et se bat avec Angel avant de tomber en poussière lorsque les effets du sort prennent fin. Angel est néanmoins touché par les remarques de James sur le fait de ne pas pouvoir vivre après la perte de l'être aimé mais Cordelia le réconforte.
Au Nicaragua, un homme donne à Darla la carte d'un chaman avant de flirter avec elle. Darla le tue et un plan large permet de voir qu'elle est enceinte.

## Statut particulier
Noel Murray, du site The A.V. Club, estime qu'avec cet épisode la série « cherche à se réinventer comme un show à part entière » mais, qu'en cherchant à redéfinir à la fois les personnages et le concept, elle « dessert les deux ». Pour Ryan Bovay, du site Critically Touched, qui lui donne la note de B-, c'est une entame de saison « correcte mais imparfaite » avec, du côté positif, des « dialogues vifs » et « une approche courageuse d'un sujet délicat pour le personnage principal » et, du côté négatif, un échec à impliquer émotionnellement les téléspectateurs et des scènes de combat mal réalisées.

## Distribution

### Acteurs crédités au générique
- David Boreanaz : Angel
- Charisma Carpenter : Cordelia Chase
- Alexis Denisof : Wesley Wyndam-Pryce
- J. August Richards : Charles Gunn
- Amy Acker : Winifred « Fred » Burkle

### Acteurs crédités en début d'épisode
- Julie Benz : Darla
- Andy Hallett : Lorne
- Ron Melendez : James
- Kate Norby : Elisabeth
- Keith Szarabajka : Daniel Holtz

### Acteurs crédités en fin d'épisode
- Dalila Brown-Geiger : Sandy
- Matthew James : Merl
- Bob Morrisey : Docteur Gregson